# Aberto de Bahia
El Aberto de Bahia es un torneo profesional de tenis. Pertenece al ATP Challenger Series. Se juega desde el año 2010 sobre pistas duras, en Salvador de Bahia, Brasil.

## Palmarés

### Individuales
| Año  | Campeón       | Finalista    | Resultado     |
| ---- | ------------- | ------------ | ------------- |
| 2010 | Ricardo Mello | Thiago Alves | 5–7, 6–4, 6–4 |

### Dobles
| Año  | Campeones                | Finalistas                      | Resultado |
| ---- | ------------------------ | ------------------------------- | --------- |
| 2010 | Franco Ferreiro André Sá | Uladzimir Ignatik Martin Kližan | 6–2, 6–4  |